# Saint-Sixte (Lot-et-Garonne)
Saint-Sixte (okzitanisch: Sant Sixt) ist eine französische Gemeinde mit 356 Einwohnern (Stand: 1. Januar 2022) im Département Lot-et-Garonne in der Region Nouvelle-Aquitaine (vor 2016: Aquitanien). Die Gemeinde gehört zum Arrondissement Agen und zum Kanton Le Sud-Est Agenais. Die Einwohner werden Saint-Sixtois genannt.

## Geografie
Saint-Sixte liegt 15 Kilometer ostsüdöstlich von Agen. Die Garonne begrenzt die Gemeinde im Norden, in die hier der Auroue, der die westliche Gemeindegrenze bildet, mündet. Umgeben wird Saint-Sixte von den Nachbargemeinden Saint-Romain-le-Noble im Norden, Clermont-Soubiran im Nordosten, Lamagistère im Osten und Nordosten, Donzac im Osten und Südosten, Dunes im Süden, Caudecoste im Südwesten sowie Saint-Nicolas-de-la-Balerme im Westen.

## Geschichte
Als sich Frankreich im Zweiten Weltkrieg unter deutscher Besatzung befand, ermordeten Deutsche bei einer Racheaktion gegen die Résistance in Caudecoste und Saint-Sixte 32 Zivilisten.

## Bevölkerungsentwicklung
| 1962                       | 1968 | 1975 | 1982 | 1990 | 1999 | 2006 | 2018 |
| -------------------------- | ---- | ---- | ---- | ---- | ---- | ---- | ---- |
| 303                        | 264  | 249  | 260  | 255  | 282  | 303  | 356  |
| Quellen: Cassini und INSEE |      |      |      |      |      |      |      |

## Sehenswürdigkeiten
- Kirche Saint-Sixte aus dem 19. Jahrhundert